# PFC CSKA Sofía
El CSKA Sofía (en búlgaro: ПФК ЦСКА София y PFC CSKA Sofia oficialmente) es un club de fútbol de la ciudad de Sofía, capital de Bulgaria. La abreviatura del CSKA es sinónimo de Club Central de Deportes del Ejército (en búlgaro: Централен Спортен Клуб на Армията, Centralen Sporten Klub na Armiyata). El club fue fundado oficialmente en 1948, aunque sus raíces se remontan a un club de oficiales del ejército de 1923. En la actualidad, sin embargo, el club no tiene vínculos directos con el Ejército búlgaro y milita en la Primera Liga de Bulgaria.
Desde su formación, el CSKA ha ganado 31 títulos de liga y 21 Copas de Bulgaria, además de ser el mejor club del fútbol búlgaro basándose en las estadísticas nacionales de todos los tiempos. A nivel internacional, el CSKA ha llegado a dos semifinales de la Copa de Europa, cuatro cuartos de final en la misma competición y una semifinal de la Recopa de Europa, por lo que es, también, el mejor club de Bulgaria en las competiciones europeas de clubes.
Los colores del club desde su origen son el rojo y blanco. El CSKA juega sus partidos en el Estadio Balgarska Armiya (Estadio del Ejército Búlgaro) con una capacidad de 22 015 espectadores. El tradicional rival del club es el PFC Levski Sofía, con quien disputa el Derbi Eterno de Bulgaria.

## Historia

### Orígenes (1923–1947)

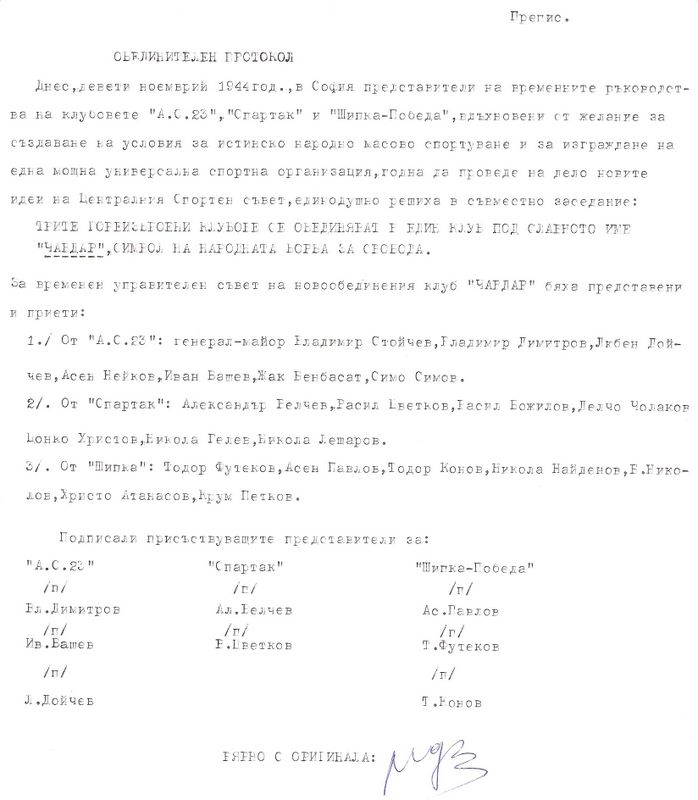
Protocolo de unificación del Chavdar.

El 28 de octubre de 1923 se fusionaron los clubes de fútbol Atletik Sofía y Slava Sofía para formar un nuevo club llamado AS-23 (abreviatura de Sporten Klub Atletik Slava 1923) bajo el patrocinio del Ministerio de Guerra. En 1931, el AS-23 ganó el campeonato de Bulgaria y la Copa del zar, seguida de otra Copa del zar en 1941. El estadio del AS-23 fue nombrado Atletik Park (terminado en 1938) y estaba en el lugar donde se erige actualmente el Balgarska Armiya.
El 9 de noviembre de 1944, con la colaboración de Mihail Mihaylov, un contable del Ministerio de Guerra y patrón del club local Shipka Sofia, firmó un acuerdo de colaboración y se llevó a cabo la fusión de AS-23 con el Shipka y el Spartak Poduene para formar el Chavdar Sofia. El general Vladimir Stoychev del AS-23, que en ese momento estaba luchando en el frente en la Segunda Guerra Mundial, fue nombrado —por telegrama— presidente del nuevo club. El abogado Iván Bashev, futuro ministro de Asuntos Exteriores de Bulgaria, fue nombrado secretario del club y la persona a cargo del fútbol.
El Chavdar jugaba como local en el estadio Atletik Park, que pronto fue rebautizado Chavdar Stadium. Como entrenador del equipo se eligió al campeón búlgaro de boxeo de peso medio Konstantin Nikolov, quien supervisó todo la formación física de los jugadores, mientras que el capitán del equipo, Nako Chakmakov, estuvo a cargo de la táctica. El club recién formado se mantuvo en la máxima categoría solo tres temporadas, pues en 1947 descendió a segunda división.

### Fundación como CSKA (1948–1962)

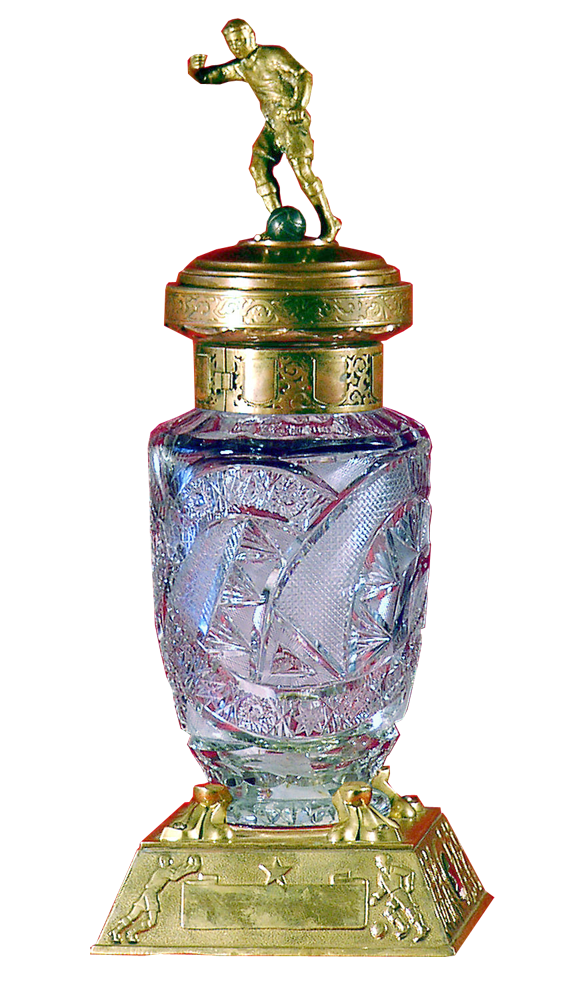
Título republicano de los años 1950 en el Museo del CSKA.

Con la ayuda de Mihail Mihaylov otra vez, en febrero de 1948, el Chavdar se convirtió en el club departamental de la Casa Central de las Tropas (Centralnia Dom na Voiskata) y tomó su acrónimo como nombre, CDV. Buscando opciones para detener la caída del club, los administradores del CDV trataron de fusionarse con otro club. En mayo de 1948, se alcanzó un acuerdo entre el CDV y el FK Septemvri Sofia (quien ya había ganado un lugar en los play-offs) para unirse bajo el nombre de Septemvri pri TSDV ("Septiembre" en TSDV). El contrato fue firmado el 5 de mayo de 1948, que se considera oficialmente la fecha de la fundación del club.
El primer partido oficial del club tuvo lugar el 19 de mayo de 1948, contra el Slavia Sofía en el Yunak Stadium, que terminó en empate a un gol. Septemvri pri TSDV eliminó al Aprilov Gabrovo y al Spartak Varna en su camino hacia la final, donde se enfrentó a Levski Sofia, perdiendo 1-2 en el partido de ida. El segundo y decisivo partido tuvo lugar el 9 de septiembre de 1948. El Septemvri formó con la siguiente alineación: Stefan Gerenski, Borislav Futekov, Manol Manolov, Dimitar Cvetkov, Nikola Aleksiev, Nako Chakmakov (capitán), Dimitar Milanov, Stoyne Minev, Stefan Bozhkov, Nikola Bozhilov y Kiril Bogdanov. El resultado fue de empate a tres goles en el cómputo global, pero el Septemvri marchaba ganando 2-1 cerca del final del tiempo reglamentario y un gol en el último minuto de Nako Chakmakov dio al club su primera Liga.

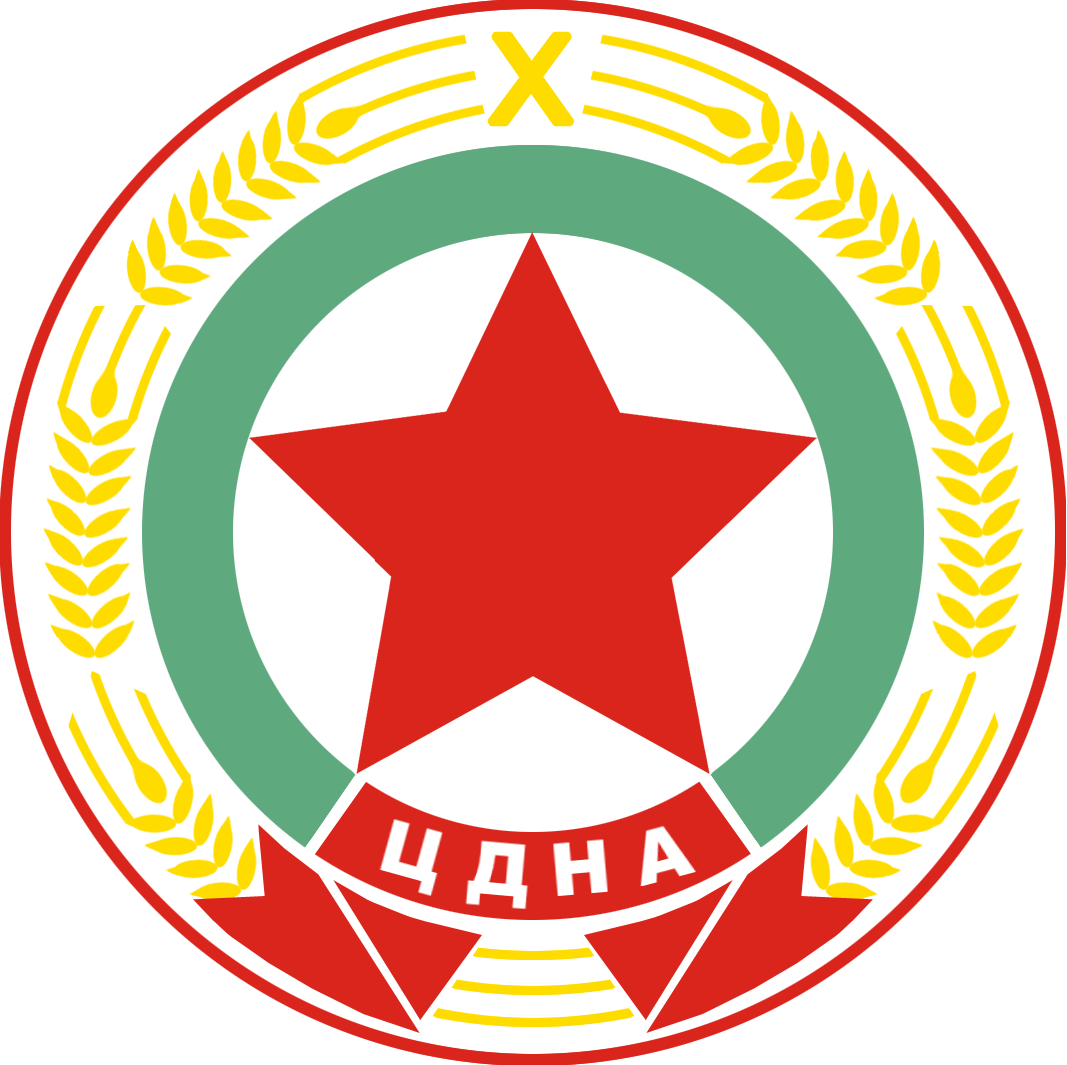
Escudo del CDNA Sofia desde 1954 hasta 1962.

En 1950, se añadió al nombre oficial el término "Narodna" (los pueblos), que cambio a Casa Central de las Tropas del Pueblo (Centralen Dom na Narodnata Voiska), o CDNV para abreviar, cambiando el nombre del club también. Los siguientes dos años, el CDNV ganó dos títulos consecutivos. En 1951, el club del Ejército se aseguró su primer doblete. En 1953, el club cambió su nombre por las autoridades, esta vez a "Otbor na Sofiyskiya Garnizon" (Equipo de la Guarnición de Sofía), y la mayoría de sus jugadores más importantes fueron trasladados ilegalmente a un equipo nacional experimental que debía participar en el campeonato, por lo que el equipo no pudo revalidar el título, que ganó finalmente sus rivales del Dinamo Sofia. Al año siguiente, el club cambió nuevamente su nombre a Casa Central del Ejército Popular, CDNA, y entre los años 1954 y 1962 marcó uno de los periodos más exitosos para los Rojos, que ganaron nueve títulos consecutivos, un hito sin precedentes en el fútbol búlgaro y participó en la segunda edición de la recientemente creada Copa de Europa.

### Primeras hazañas europeas (1963-1979)

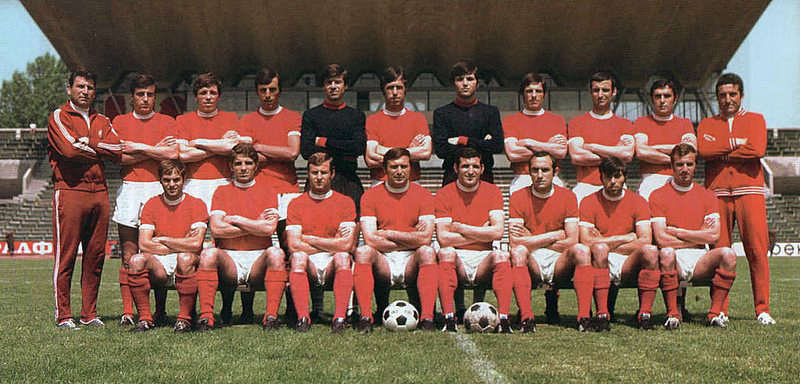
CSKA Sofia en 1973.

En 1962, el CDNA se unió con el DSO Cherveno Zname para formar el CSKA Cherveno Zname (Club Deportivo Central del Ejército "Bandera Roja"). La Casa Central de las Tropas del Pueblo cesó su afiliación al club, que fue asumida por el Ministerio de Defensa Popular. El CSKA terminó tercero después del Spartak Plovdiv y Botev Plovdiv en la temporada 1962-63. La temporada siguiente, el CSKA tuvo su peor resultado en el campeonato de Bulgaria hasta ese momento, terminó undécimo en la tabla final, lo que llevó a la destitución del legendario entrenador Krum Milev. El CSKA no recuperó el título hasta 1966. Durante la temporada 1966-67, sin embargo, el CSKA firmó su primer logro internacional importante al llegar a las semifinales de la Copa de Europa por primera vez, midiéndose al Inter de Milán. Tras dos empates a un gol, se forzó un tercer partido de desempate en el que el CSKA perdió 0-1. Antes, el CSKA comenzó su participación europea desde la primera ronda, en la que eliminó al Sliema Wanderers de Malta. Posteriormente derrotó al Olympiacos FC, Górnik Zabrze y Linfield antes de alcanzar las semifinales.
Las dos temporadas siguientes fueron poco recordadas para los hombres del Ejército, ya que terminó en quinto lugar y subcampeón. El CSKA se unió de nuevo con Septemvri Sofía en 1968, y el club tomó el nombre del CSKA Septemvriysko Zname. El club logró el título en 1969 con la ayuda del recientemente fichado Petar Zhekov, que llegaría a convertirse en el máximo goleador búlgaro de todos los tiempos, un récord que aún mantiene hoy en día, con 144 goles.
La década de 1970 es considerada como el período en que el CSKA se forjó un nombre en la escena europea. El club comenzó la década con modestia, logrando el subcampeonato a nivel nacional y llegando a dieciseisavos de final en la Recopa de Europa 1970-71, donde cayeron ante el Chelsea por 0-2 en el cómputo global. Sin embargo, desde 1971 a 1973, el CSKA ganó tres títulos consecutivos y protagonizó una de las mayores sorpresas en el fútbol europeo cuando eliminó al tres veces campeón de Europa, el AFC Ajax en la Copa de Europa de 1973-74, ya sin Johan Cruyff pero con jugadores en el campo como Johnny Rep, Johan Neeskens o Ruud Krol. Se enfrentaron y cayeron derrotados en cuartos de final ante el que sería campeón de Europa finalmente, el Bayern de Múnich. Después de perder 1-4 en el partido de ida en el Olympiastadion de Múnich, el CSKA se despidió de la competición tras un triunfo por 2-1 en casa. Entre 1975 y 1979, el club ganó dos nuevos títulos de A RFG.

### Época dorada y disolución de 1985: Sredets (1980-1989)

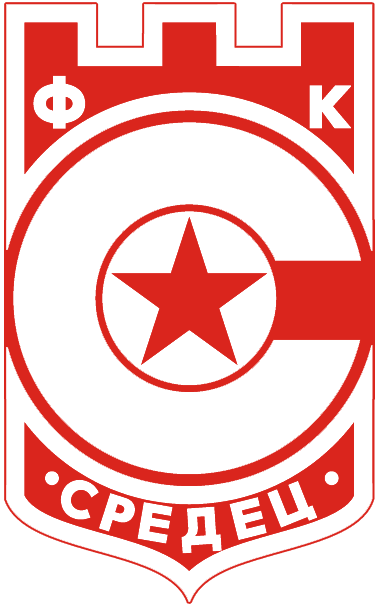
Escudo del club como CFKA Sredets.

La temporada 1980-81 volvió a ser exitosa en el panorama internacional para el CSKA Sofía, ganando el título de Liga de Bulgaria y eliminando en primera ronda al bicampeón de Europa, el Nottingham Forest, en los dos partidos por 1-0. En segunda ronda derrotó al Szombierki Bytom polaco, pero fue eliminado en cuartos de final por el Liverpool FC, campeón de Europa meses después, por un incontestable 6-1 en el cómputo global de las dos eliminatorias. La temporada siguiente, el CSKA alcanzó nuevamente las semifinales de la Copa de Europa tras vencer a la Real Sociedad en primera ronda, al Glentoran FC en segunda ronda y al Liverpool FC en cuartos de final. En la semifinal, los Rojos se enfrentaron una vez más ante el Bayern de Múnich. El partido de ida se disputó en Sofía y comenzó con un dominio total sobre el Bayern, pues en el minuto 16 el CSKA ya marchaba 3-0 en el marcador frente a 85.000 jubilosos espectadores que soñaban con su primera final europea. Sin embargo el resultado final fue 4-3 para el CSKA en un memorable partido. En Múnich, el club sufrió una severa derrota por cuatro goles a cero con dos goles de Breitner y Rummenigge, por lo que fue apeado de la competición por un total de 4–7 favorable al Bayern. En la liga doméstica, el CSKA revalidó el título de A PFG en 1983, que no volvería a ganar hasta 1987, tras un período de dominación de dos años de su rival del Levski (1984 y 1985) y un sorprendente título logrado en 1986 por el Beroe Stara Zagora.
El 18 de junio de 1985, se celebró la final de la Copa de Bulgaria en el estadio Nacional Vasil Levski entre el CSKA y el Levski. El partido estuvo marcado por muchas polémicas decisiones arbitrales y brutales peleas, incluyendo una agresión a un árbitro por algunos de los jugadores del Levski. El CSKA ganó el partido por dos goles a uno a pesar de haber fallado un penalti cuando el marcador era de 2-0. Por decreto del Comité Central del Partido Comunista Búlgaro, ambos equipos fueron disueltos. El CSKA pasó a llamarse Sredets y Levski fue rebautizado Vitosha. A varios jugadores se les prohibió participar en partidos oficiales durante períodos variables de tiempo, incluyendo al emergente Hristo Stoichkov y Kostadin Yanchev del CSKA. Un año más tarde, la decisión del comité fue revertida y los jugadores regresaron a sus puestos.
Como Sredets, el club terminó en el cuarto lugar en 1985-86. En 1987, al nombre del club se añadió la abreviatura de CFKA, resultando el nombre CFKA Sredets (Club Central de Fútbol de los Sredets del Ejército), y los tres años siguientes se caracterizaron por una formidable actuación, así como Septemvri Sofía puso fin a 20 años de asociación con CFKA en 1988 y se convirtió en un club independiente de nuevo. Entrenado por Dimitar Penev, el CFKA ganó el título en 1987 y 1989, y llegó a las semifinales de la Recopa contra el FC Barcelona en 1989. Antes, el CFKA había eliminado al Roda JC después de los penaltis después de una victoria 2-1 en Bulgaria y perder por el mismo resultado en Holanda, y al Panathinaikos FC por 3-0 en el total. El Barcelona, entrenado por el ex internacional holandés Johan Cruyff, ganó los dos partidos (4-2 en España y 2-1 en Bulgaria) y el CFKA fue eliminado, pero Cruyff hizo notar el talento de Hristo Stoichkov y decidió ficharlo el año siguiente, lo que supuso el lanzamiento de la carrera internacional de Stoichkov.

### Nuevas generaciones de futbolistas (1990-1999)
La década inmediatamente posterior a la caída del comunismo trajo consigo cambios turbulentos en el fútbol búlgaro y el club no se salvó. El nombre del CSKA fue restaurado a partir de la temporada 1989-90 y ganaron un nuevo título de A PFG. En marzo de 1991, el exfutbolista y administrador Valentin Mihov fue elegido presidente del CSKA. El club fichó algunos de los jugadores más talentosos de Bulgaria, incluyendo Yordan Letchkov, Ivaylo Andonov y Stoycho Stoilov, entre otros. Mientras tanto, el Ministerio de Defensa concluyó su afiliación con el club. A pesar de la incertidumbre y los numerosos problemas que siguieron, el CSKA ganó la liga en 1992. Fueron eliminados más tarde en la primera ronda de la Liga de Campeones por el Austria Viena después de perder 1-3 en Viena y ganar 3-2 en Sofía.

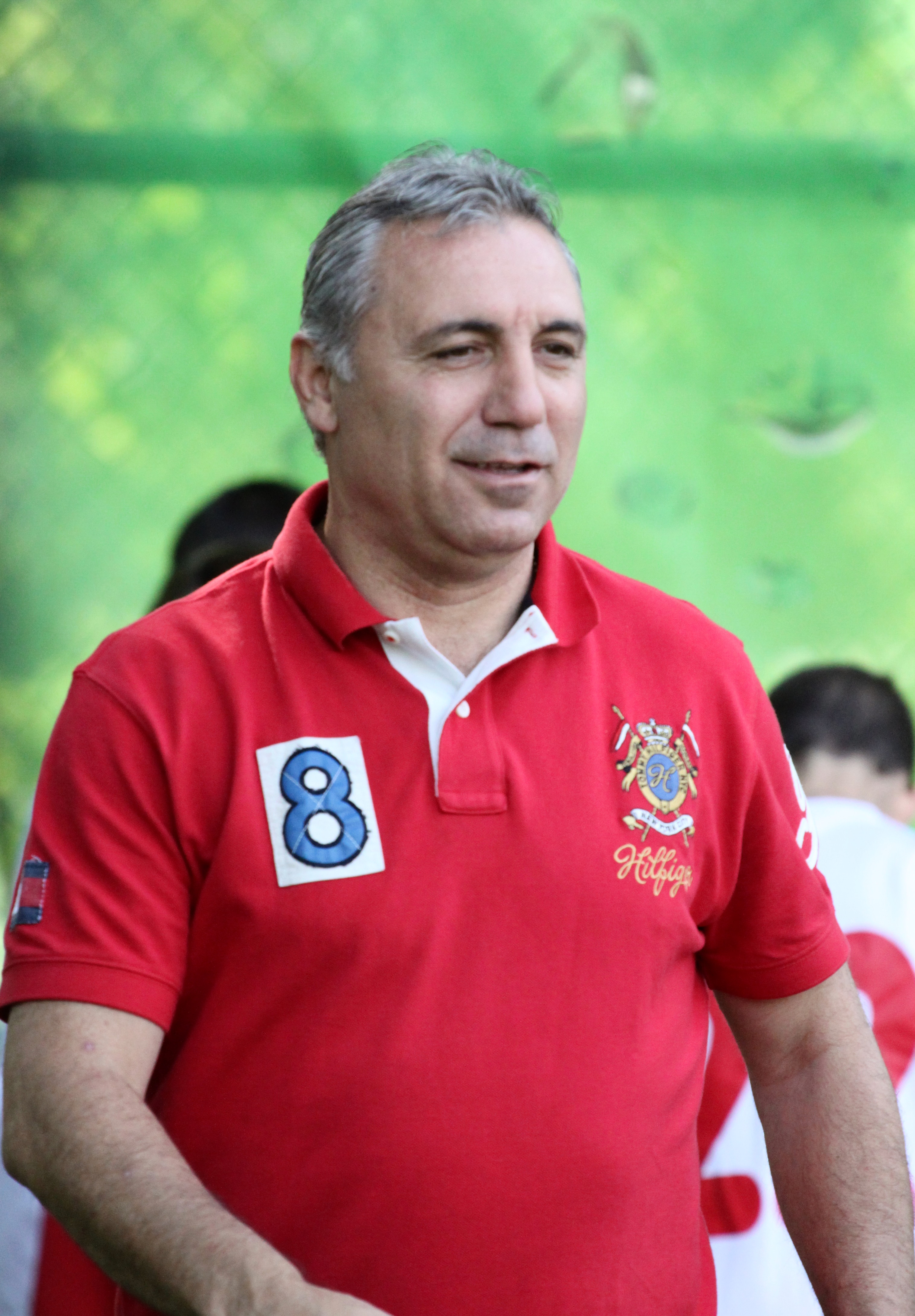
Hristo Stoichkov, uno de los mejores jugadores de la historia de los Rojos.

Mientras tanto, Valentin Mihov fue nombrado presidente de la Unión Búlgara de Fútbol y Petar Kalpakchiev fue elegido para reemplazarlo al frente del CSKA. Kalpakchiev, sin embargo, discutió con la administración del club sobre sus decisiones para sustituir a varios entrenadores, uno de los cuales era Gjoko Hadžievski, que consideraba que el club lleva la dirección correcta, pero, finalmente, fue despedido. El propietario del conglomerado Multigroup, Iliya Pavlov, asumió el cargo de presidente, pero en última instancia, su patrocinio resultó insuficiente para superar la gestión ineficaz del club. Cinco entrenadores alternaron en una sola temporada y Tsvetan Yonchev fue entrenador solo por un día, como muestra de la inestabilidad del club. En Europa, el CSKA, sin embargo venció 3-2 a la Juventus en la primera ronda de la Copa de la UEFA 1994-95, pero el resultado fue anulado por la UEFA por alineación indebida de Petar Mihtarski, y la Juventus se adjudicó una victoria de tres goles a cero. En el partido de vuelta en Turín, muy desfavorecidos, el CSKA sucumbió a una derrota 5-1.

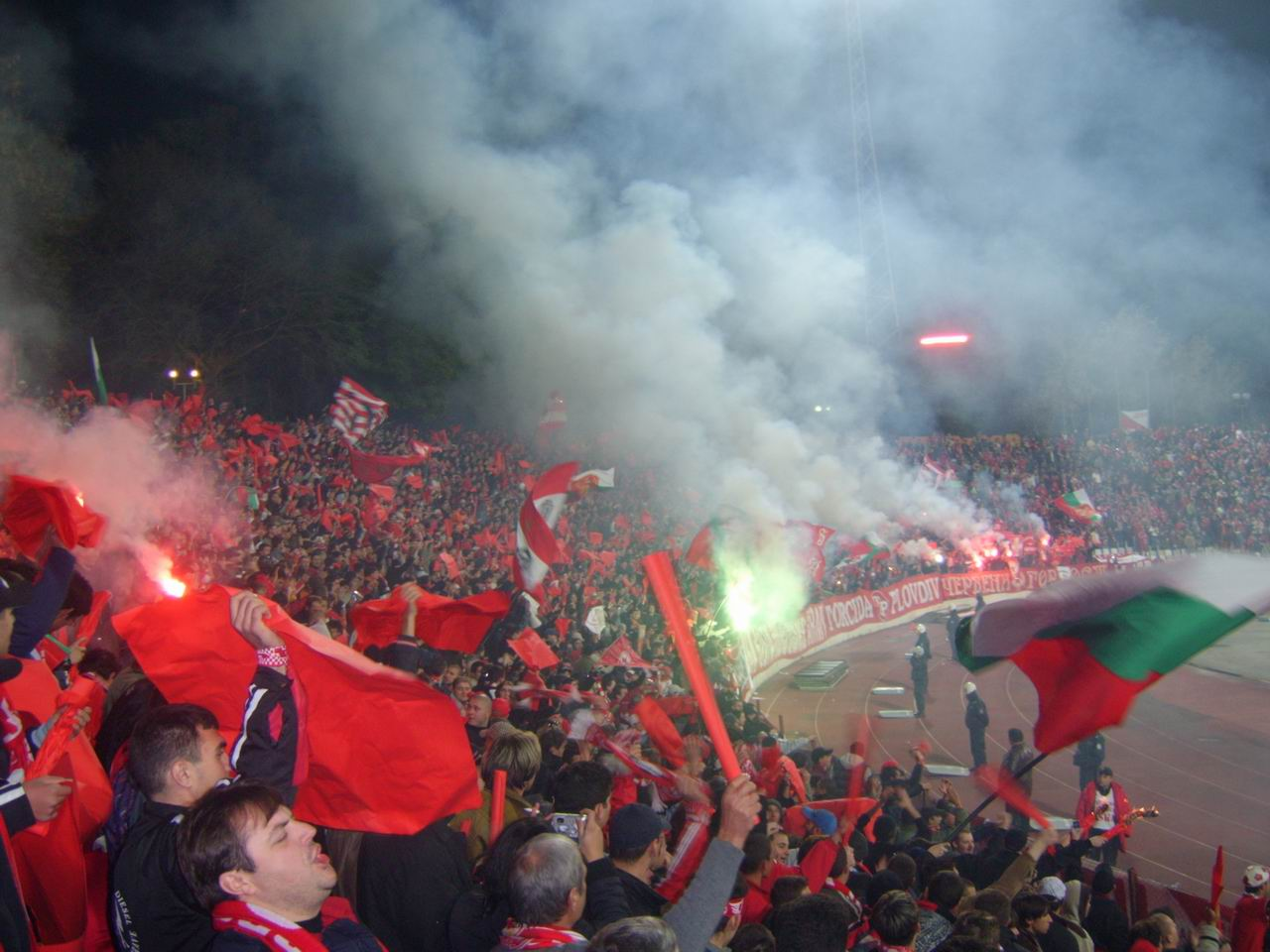
Aficionados del CSKA.

En el verano de 1995, el CSKA presentó en su plantilla la mitad de la selección nacional juvenil de fútbol de Bulgaria. Plamen Markov fue nombrado entrenador, pero después de una decepcionante primera mitad de temporada fue reemplazado por Georgi Vasilev, que había ganado tres títulos de Bulgaria (uno con el FC Etar Veliko Tarnovo y dos con el Levski Sofia). Vasilev logró ganar un doblete con el CSKA en la temporada 1996-1997, entrando en la segunda ronda de clasificación de la Liga de Campeones 1997-98 ante el Steaua de Bucarest. Después de un dramático empate a tres goles en Rumania, el CSKA cayó 0-2 en casa. Vasilev fue cesado inesperadamente cuando el club, al comienzo de la segunda mitad de la temporada 1997-98, venció 3-0 ante el PFC Spartak Pleven. El entrenador Petar Zehtinski tomó su lugar. Ese año, el club vio el regreso de Hristo Stoichkov, Emil Kostadinov y Trifon Ivanov, tres de los integrantes de la histórica selección búlgara que logró la tercera plaza del Mundial de 1994. Stoichkov jugó solo cuatro partidos, y se marchó del CSKA antes del derbi con el Levski para jugar en el Al-Nassr saudí. Después del final de la temporada, Trifon Ivanov también dejó el club. El CSKA terminó la temporada en tercer lugar.
En verano de 1998, Dimitar Penev inició su segunda etapa como entrenador de los Rojos. El CSKA alcanzó la segunda ronda de la Copa de la UEFA, y ganó la Copa de Bulgaria, pero decepcionó en la liga doméstica, terminando en quinto lugar en 1999. Sin embargo, el club había ascendido al primer equipo a varios jóvenes talentos como Martin Petrov, Stiliyan Petrov, Dimitar Berbatov y Vladimir Manchev, que comenzaban a desempeñar un papel más importante en el equipo. En el campeonato nacional, el CSKA tenía solo 16 jugadores inscritos para la temporada 1999-00 y algunos jugadores no inscritos participaron en partidos oficiales de la UEFA. Por ello, en la reunión de accionistas a finales de 1999, la propiedad del club fue transferida al empresario Vasil Bozhkov, que se convirtió en el accionista mayoritario.

### Crisis de finales y comienzos desigloXXI(2000-2015)
En la primavera de 2000, Dimitar Penev fue relevado como entrenador debido a varias derrotas consecutivas y su lugar fue ocupado por Georgi Dimitrov, que fue sustituido más tarde por Spas Dzhevizov. Después de un empate 1-1 con Pirin en el Balgarska Armiya, Dzhevizov presentó su renuncia y Alexander Stankov tomó su lugar. El CSKA llegó a estar a nueve puntos del líder, el Levski, pero logró acortar la diferencia a solo dos puntos antes del partido decisivo por el título en el estadio Georgi Asparuhov. El CSKA dominó al Levski la mayor parte del partido y Dimitar Berbatov gozó de varias ocasiones, pero un gol en el último minuto de Georgi Ivanov aseguró el título para el Levski. En el verano de 2000, el entrenador italiano Enrico Catuzzi fue contratado como técnico y reactivó el equipo. Pero a pesar de que los hombres del Ejército mejoraron en el juego bajo su dirección, Catuzzi presentó su dimisión en invierno, alegando problemas de la familia. Alexander Stankov fue nombrado como entrenador de nuevo, pero fue reemplazado por Catuzzi de nuevo tras dos derrotas con Litex en Copa y liga. Los Rojos terminaron en segundo lugar, siete puntos por detrás del Levski.

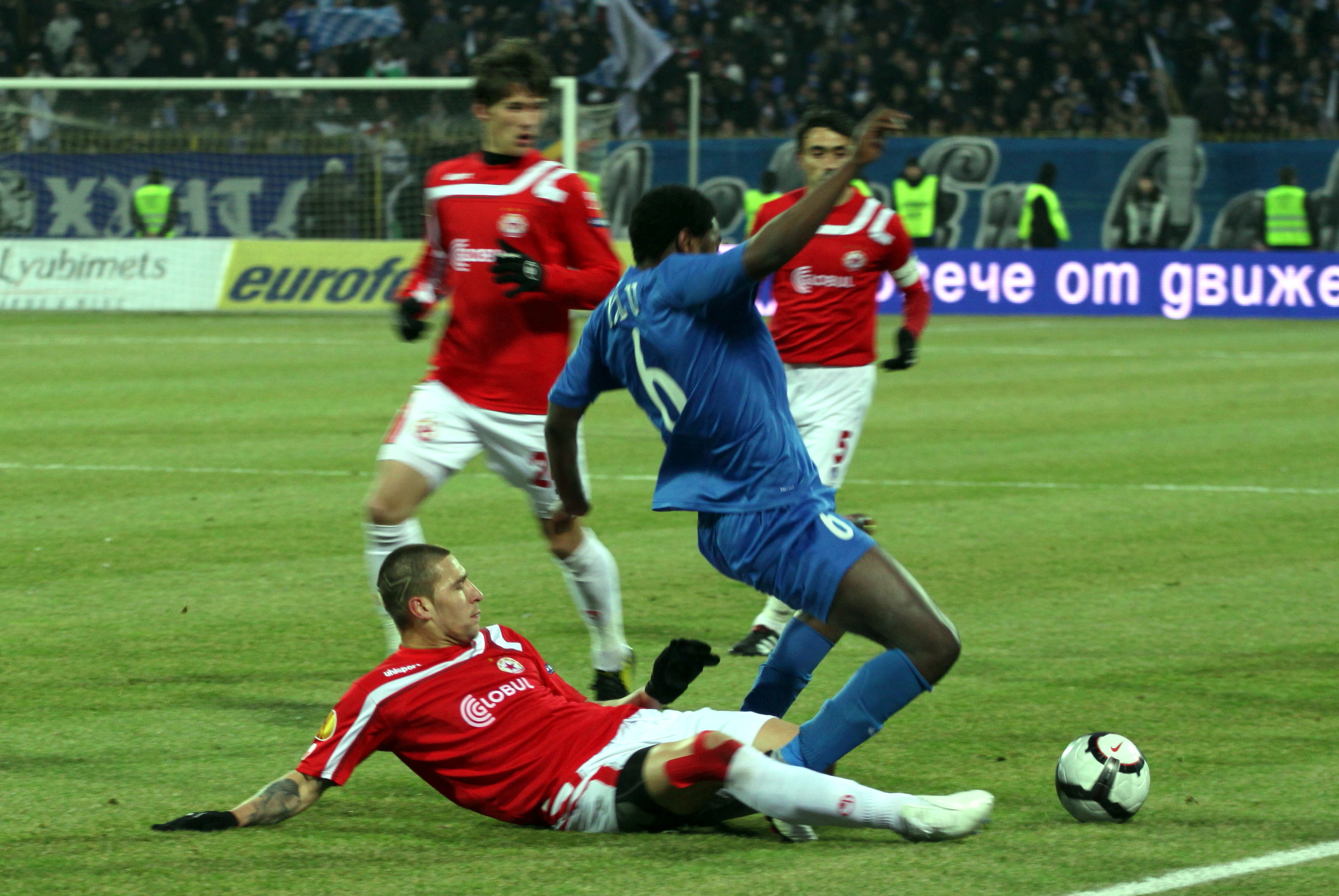
Imagen de un derbi CSKA-Levski.

Para la nueva temporada de 2001-02, el entrenador fue Asparuh Nikodimov. Fue despedido durante el receso de invierno, donde el CSKA se fue dos puntos por detrás del Levski y fue reemplazado por otro italiano, Luigi Simoni. Simoni no pudo hacer campeón al CSKA ya que el club terminó en tercer lugar y perdió la final de Copa de Bulgaria ante Levski. En el verano de 2002, Stoycho Mladenov fue nombrado entrenador. Con él, el equipo estableció un récord con 13 victorias consecutivas en 13 partidos en el Campeonato de Bulgaria y el CSKA se consagró campeón por primera vez desde 1997. Sin embargo, Mladenov fue despedido en la siguiente temporada después de perder ante el Galatasaray en la ronda preliminar de la Liga de Campeones de la UEFA 2003-04 y después de dar un rendimiento inferior al de la primera ronda de la Copa de la UEFA, donde el club perdió por penales ante el FC Torpedo Moscú. Alexander Stankov fue nombrado temporalmente entrenador hasta las vacaciones de invierno, cuando Ferario Spasov asumió oficialmente el cargo. En el final de 2004, Spasov fue reemplazado por el entrenador serbio Miodrag Ješić, a pesar de que marchaba en primer lugar del campeonato nacional. A pesar de los problemas con la selección, el CSKA ganó su trigésimo título nacional en 2005.

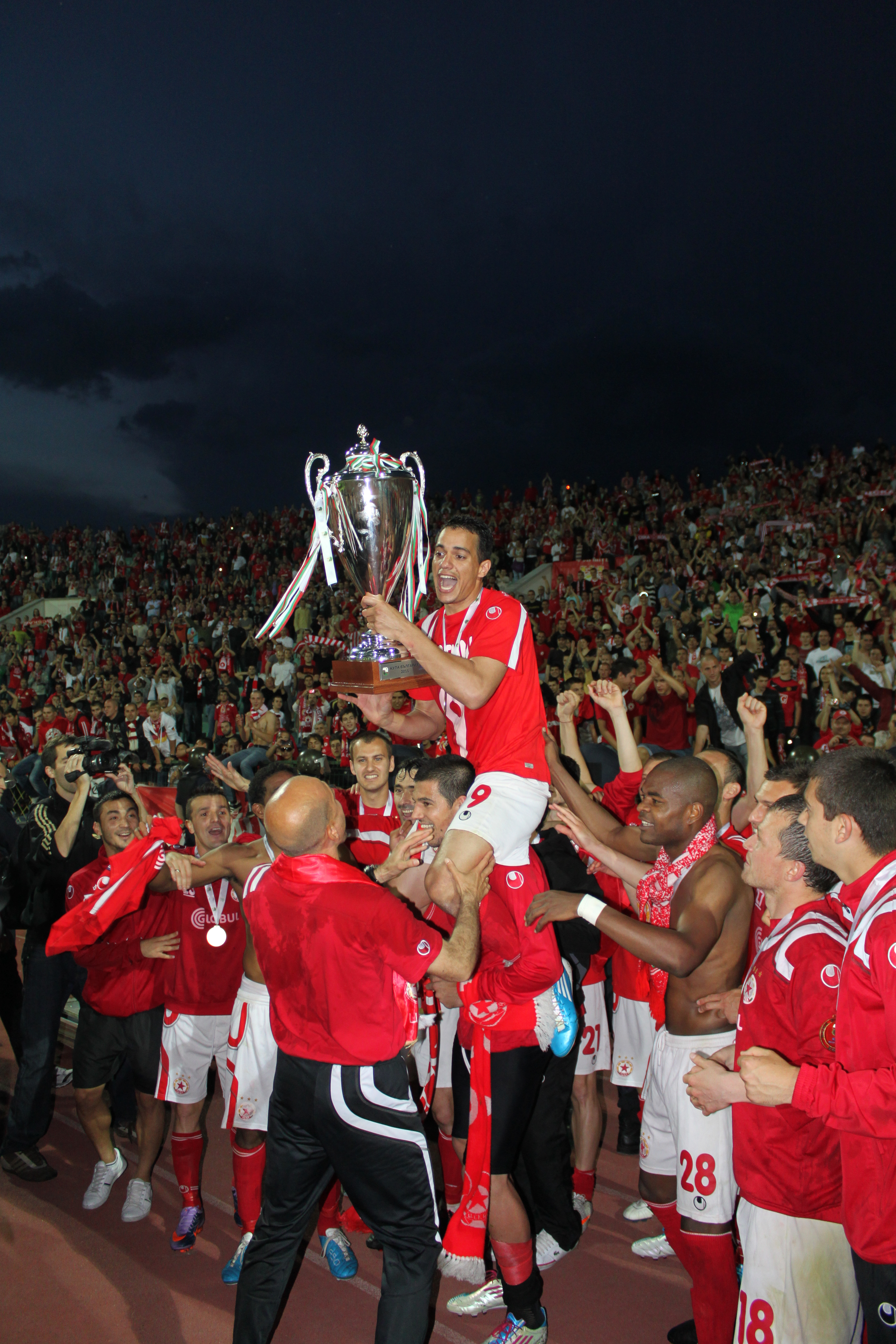
El CSKA celebrando la Copa de 2011.

En la Liga de Campeones de la UEFA 2005-06, después de eliminar al KF Tirana en la ronda preliminar, el CSKA se emparejaron contra el vigente campeón de Europa, el Liverpool. El club perdió 1-3 en el partido de ida en Sofía, pero, sorprendentemente, ganó el partido de vuelta por 0-1 en Anfield Road. En la Copa de la UEFA, los Rojos eliminaron el Bayer Leverkusen (con Dimitar Berbatov en el equipo) con dos victorias por 1-0 y entró en la fase de grupos, donde terminó en quinto lugar con 3 puntos de 4 partidos y fueron eliminados. En las vacaciones de invierno de la temporada 2005-06, el equipo fue primero con siete puntos de ventaja sobre el Levski en la tabla. Durante la primavera, el CSKA perdió la ventaja y terminó segundo, tres puntos por detrás del Levski. El presidente del club Vassil Bozhkov culpó al entrenador serbio Miodrag Ješić del fracaso y lo despidieron, mientras que algunos partidarios culparon a Bozhkov. Plamen Markov fue nombrado en su lugar de Jesic. En diciembre de 2006, Bozhkov vendió el club al magnate indio del acero y propietario de Kremikovtzi AD, Pramod Mittal, hermano de Lakshmi Mittal, dueño de ArcelorMittal. El expolítico búlgaro Alexander Tomov fue elegido presidente del club. Después de dos empates en el inicio de la segunda mitad de primavera de 2006-07, el CSKA se encontró a seis puntos del Levski. Como resultado, el entrenador Plamen Markov fue reemplazado por Stoycho Mladenov, que regresó al club después de tres años y medio. El CSKA acabó en segundo lugar.
En el comienzo de la temporada 2007-08, el CSKA fue eliminado de la Copa de la UEFA en la primera ronda por el Toulouse FC después de un gol a los 96 minutos de André-Pierre Gignac en el partido de vuelta. El CSKA también fue eliminado de la Copa de Bulgaria en dieciseisavos por el Lokomotiv Plovdiv. El partido se vio envuelto en un escándalo debido a tres jugadores del CSKA que, en ese momento, estaban cedidos en el Lokomotiv (Stoyko Sakaliev, Aleksandar Branekov e Ivan Ivanov). Los jugadores tenían cláusulas en sus contratos de restringirlos de jugar contra el CSKA, pero el técnico del Lokomotiv utilizó a los jugadores de todos modos. Al final de la temporada, los hombres del Ejército aseguró el título con antelación, terminando 16 puntos por delante del segundo clasificado, el Levski. El 5 de mayo de 2008, el club celebró su 60 aniversario con grandes celebraciones organizadas por la dirección. Se construyó un paseo de la fama, que incluye los nombres de los jugadores más exitosos del CSKA. El 24 de mayo de 2008, se jugó un partido de exhibición entre la actual plantilla y un equipo mixto de estrellas del fútbol búlgaros y extranjeros. El equipo mixto fue entrenado por el ex internacional alemán Lothar Matthäus, que era un invitado especial para las celebraciones del aniversario. El partido terminó 6-6.
En junio de 2008, solo días después de que el CSKA ganase su título 31, la UEFA notificó a la Unión Búlgara de Fútbol que el club no recibiría su licencia para participar en la Liga de Campeones de la UEFA debido a las obligaciones pendientes de pago. La BFU luego especuló que esto también podría resultar en que el CSKA no fuese capaz de tomar parte en el campeonato nacional y que, en su lugar, se convirtiera en un club de aficionados. Los intentos de lograr un acuerdo con la UEFA no tuvo éxito y el CSKA perdió su derecho a competir en la Liga de Campeones de la UEFA en favor del subcampeón, el PFC Levski Sofia. La persona que se responsabilizó ampliamente de la crisis fue el presidente, Alexander Tomov, que dimitió poco después, fue arrestado y demandado por malversación de millones de leva en el CSKA y el Kremikovtzi AD.
Los problemas con la licencia pusieron al club en una situación financiera débil y conducido al caos y el pánico, lo que provocó que muchos profesionales se marchasen, entre ellos el entrenador Stoycho Mladenov. El futuro del CSKA parecía sombrío y su condición de club profesional estaba en duda. En medio de la crisis, Dimitar Penev fue presentado como entrenador por tercera vez y cargado con la tarea de salvar el club. Con casi todos los jugadores de alto nivel traspasados, Penev confió en los miembros del equipo juvenil del CSKA. En última instancia, el CSKA logró cumplir todos los requisitos de concesión de licencias establecidas por la BFU y se le permitió competir en el A PFG. A pesar de todas las dificultades, y para sorpresa de la comunidad de fútbol en su totalidad, el joven equipo de Penev se hizo con la Supercopa de Bulgaria en agosto de 2008, superando al Litex Lovech por 1-0.
En junio de 2013 fue anunciado que el exfutbolista Hristo Stoichkov se convirtió en el nuevo entrenador, pero no en propietario del club, como se publicó en un principio. Stoichkov abandonó el equipo un mes después cargando duramente contra la directiva del club.
Para la temporada 2015-16, fuertemente endeudado, la BFU decidió remover el equipo a la V AFG.

### Renovación y regreso a la élite (2016-Actualidad)
Para la temporada 2016–17, gracias a su nuevo dueño, Gricha Ganchev, el club regresa a la élite del fútbol búlgaro a través de la toma de la licencia de otro club búlgaro, el Litex Lovech, haciendo que este último desaparezca de la A PFG.

## Símbolos del club

### Escudo
El elemento principal del escudo del club es la estrella roja de cinco puntas, símbolo de la gloria y el poder, presente también en otros clubes de los países satélites soviéticos del Pacto de Varsovia. El rojo era el color del uniforme de las legiones romanas, asociado con el amor, la libertad y la agresividad. Las 6 hojas de roble sobre la estrella simbolizan la fuerza, la resistencia y las tradiciones. El nombre y año de fundación del CSKA (1948) se puede ver debajo de la estrella, entre dos banderas búlgaras. La forma circular de la cresta simboliza el infinito y la eternidad. Después de que CSKA ganara su 30mo título nacional en 2005, 3 estrellas de oro fueron agregadas a la insignia.

### Uniforme

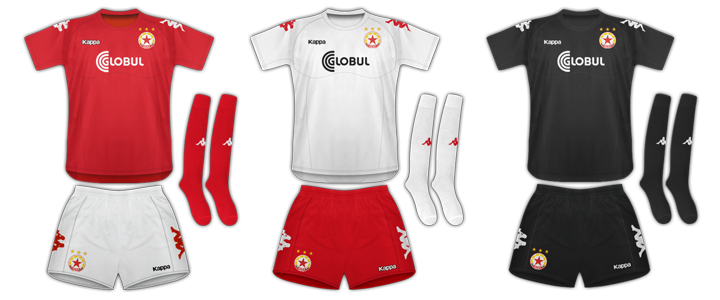
Ejemplo de los uniformes del CSKA Sofia en la temporada 2011-12 fabricados por la firma italiana Kappa.

Después de la fusión entre el Chavdar Sofía y Septemvri Sofía se aceptó que el color del club como local sería el rojo. El color blanco se convierte en el color secundario del club y utilizado como visitante. Actualmente la firma alemana Adidas es el patrocinador deportivo del CSKA.
En años anteriores también se utilizó el color negro, principalmente para los uniformes visitantes o alternativos. Otros colores de los uniformes que ha llevado el CSKA fueron el gris, amarillo, naranja y verde, pero solo en raras ocasiones y solo en el esquema de color de los terceros uniformes. En la temporada 2009/10, por primera vez en la historia del club, el CSKA utilizó el color dorado para sus equipaciones de visitante.

## Estadio
El estadio del equipo, el Bulgarska Armia, fue terminado en 1967 y se encuentra en el mismo lugar que su predecesor, el Parque Deportivo. Está situado en el parque Borisova gradina, llamado así por el zar Boris III de Bulgaria, en el centro de Sofía. El estadio cuenta con cuatro sectores con un total de 22.015 asientos, de los cuales 2100 son cubiertos. La longitud del terreno de juego es de 106 metros y el ancho es de 66 metros. El complejo deportivo también incluye pistas de tenis, una cancha de baloncesto e instalaciones de gimnasia, así como el Museo de la Gloria del CSKA Sofía. La sala de conferencias de prensa tiene capacidad para 80 personas.

## Afición

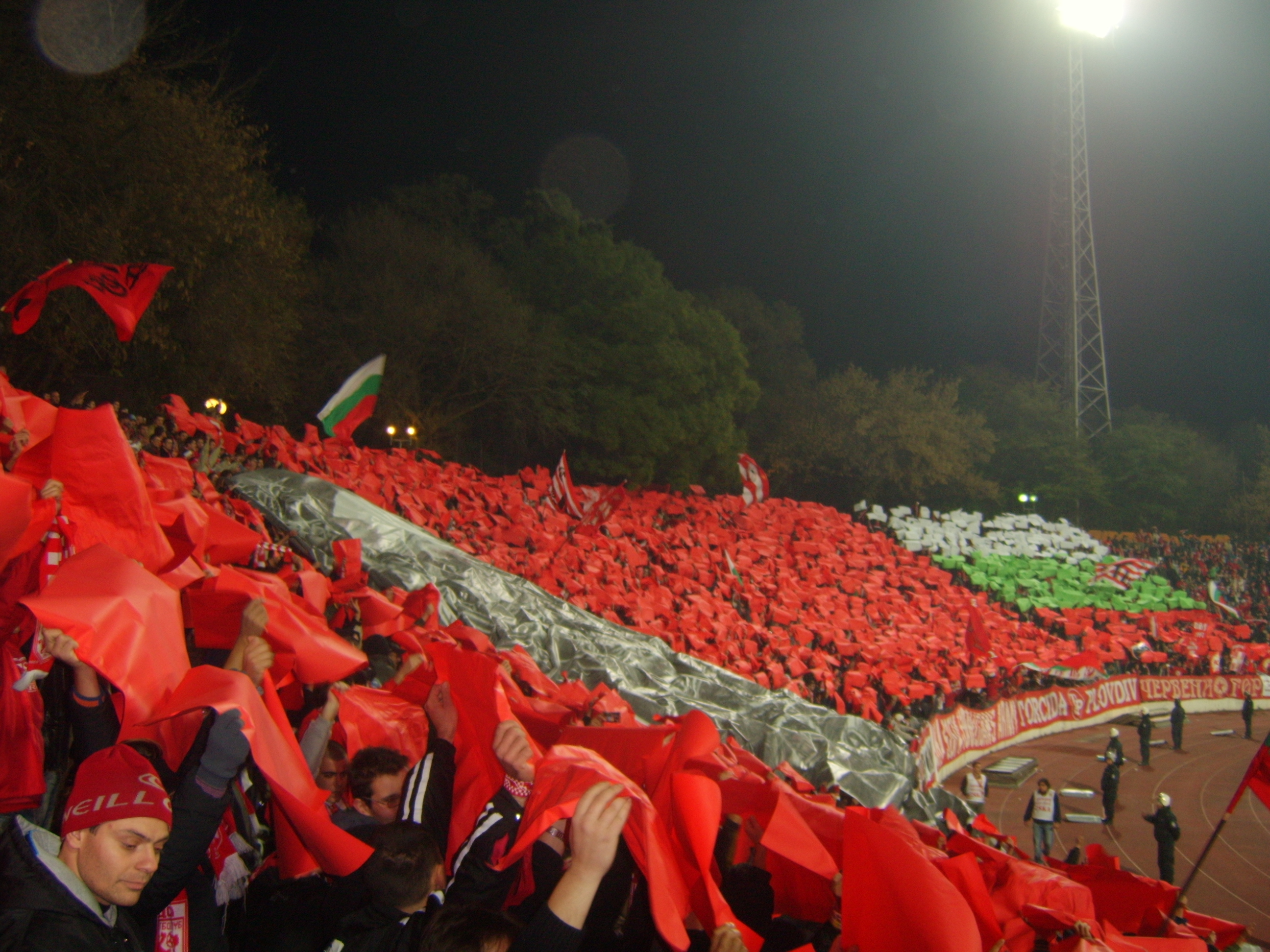
Aficionados del CSKA Sofia en el Sector G.

Según muchas encuestas, el CSKA Sofía es uno de los dos clubes más populares de Bulgaria, con alrededor de 180.000 seguidores organizados en 798 clubes de fanes en todo el mundo, entre ellos simpatizantes en Estados Unidos, Macedonia del Norte, España, Austria, Reino Unido, Canadá, Italia, Suecia, Grecia, Alemania, y casi todos los países en los que hay un gran número de búlgaros. El club de fanes oficial se formó en 1990 y, hasta la fecha, es el más antiguo de la capital de Bulgaria.
El Sector G, el soporte principal de los ultras del CSKA, está situado en el lado norte del estadio. Dentro del sector, el grupo de los hinchas más influyente es el recién fundado grupo de ultras Ofanziva, que se formó después de la unificación de varios clubes de fanes más pequeños.

## Jugadores

### Jugadores notables
La siguiente lista incluye a los jugadores más destacados del CSKA, e incluidos en el salón de la fama del club:

#### Bulgaria
| - Ivaylo Andonov - Tsvetan Atanasov - Dimitar Berbatov - Krasimir Bezinski - Stefan Bozhkov - Nako Chakmakov - Georgi Denev - Metodi Deyanov - Dinko Dimitrov - Georgi Dimitrov - Georgi Dimitrov-Cherveniya - Velizar Dimitrov - Spas Dzhevizov - Yordan Filipov - Boris Gaganelov - Georgi Iliev - Trifon Ivanov - Bozhil Kolev - Ivan Kolev - Emil Kostadinov | - Nikola Kovachev - Yordan Letchkov - Vladimir Manchev - Manol Manolov - Dimitar Marashliev - Plamen Markov - Dimitar Milanov - Krum Milev - Stoycho Mladenov - Anatoli Nankov - Georgi Naydenov - Asparuh Nikodimov - Stoyan Ormandzhiev - Panayot Panayotov - Dimitar Penev - Lyuboslav Penev - Martin Petrov - Stiliyan Petrov - Kiril Rakarov - Angel Rangelov | - Vasil Romanov - Boris Stankov - Kiril Stankov - Hristo Stoichkov - Gavril Stoyanov - Lachezar Tanev - Nikola Tsanev - Tsonyo Vasilev - Georgi Velinov - Dimitar Yakimov - Kostadin Yanchev - Todor Yanchev - Hristo Yanev - Krum Yanev - Tsvetan Yonchev - Stoyan Yordanov - Ivan Zafirov - Radoslav Zdravkov - Petar Zhekov |

#### Extranjeros
| - Boris Sekulić - Denis Davydov - Diego Fabbrini - Júnior Moraes - Tony Watt - Vytautas Černiauskas | - Ali Sowe - Edwin Gyasi - Jorginho - Kévin Koubemba - Raoul Loé - Steven Pereira |

## Entrenadores

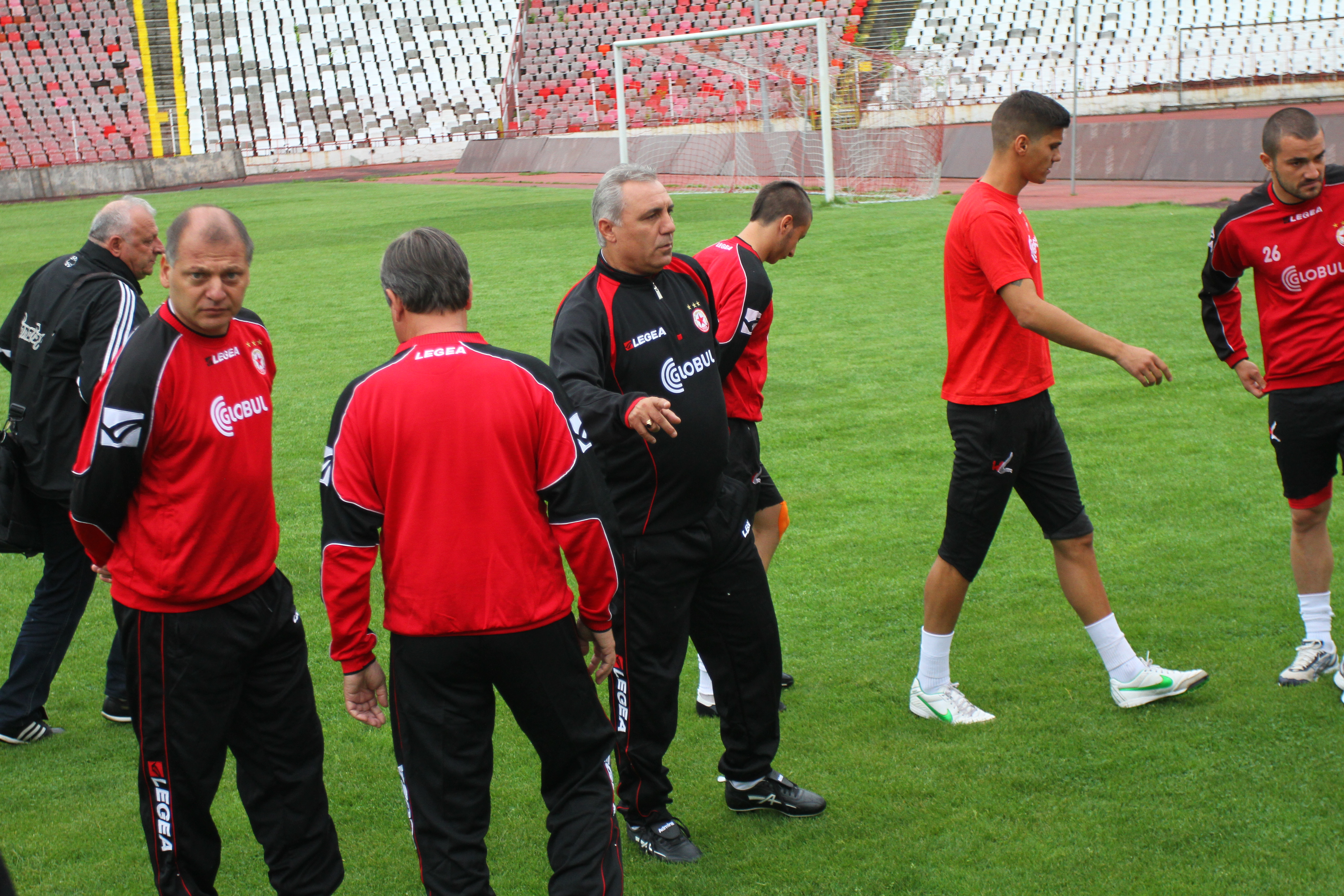
Stoichkov como entrenador del CSKA.

A continuación se muestran los últimos entrenadores del CSKA Sofia:
| Nombre                      | País                           | Desde                 | Hasta                 | Títulos                                    |
| --------------------------- | ------------------------------ | --------------------- | --------------------- | ------------------------------------------ |
| Adalbert Zafirov (interino) | Bandera de Bulgaria            | 30 de marzo de 2010   | 14 de mayo de 2010    | –                                          |
| Pavel Dochev                | Bandera de Bulgaria            | 1 de junio de 2010    | 16 de agosto de 2010  | –                                          |
| Gjore Jovanovski            | Bandera de Macedonia del Norte | 17 de agosto de 2010  | 21 de octubre de 2010 | –                                          |
| Milen Radukanov             | Bandera de Bulgaria            | 21 de octubre de 2010 | 23 de octubre de 2011 | 1 Copa de Bulgaria 1 Supercopa de Bulgaria |
| Dimitar Penev               | Bandera de Bulgaria            | 23 de octubre de 2011 | 5 de marzo de 2012    | –                                          |
| Stoycho Mladenov            | Bandera de Bulgaria            | 5 de marzo de 2012    | 4 de enero de 2013    | –                                          |
| Miodrag Ješić               | Bandera de Serbia              | 7 de enero de 2013    | 11 de marzo de 2013   | –                                          |
| Milen Radukanov             | Bandera de Bulgaria            | 11 de marzo de 2013   | 5 de junio de 2013    | –                                          |
| Hristo Stoichkov            | Bandera de Bulgaria            | 5 de junio de 2013    | 8 de julio de 2013    | –                                          |
| Stoycho Mladenov            | Bandera de Bulgaria            | 10 de julio de 2013   | –                     | –                                          |

Leyenda
* Fue entrenador interino.
Actualizado el 25 de octubre de 2013.

## Palmarés

### Torneos nacionales (60)
- Primera Liga de Bulgaria (31): 1948, 1951, 1952, 1954, 1955, 1956, 1957, 1958, 1959, 1960, 1961, 1962, 1966, 1969, 1971, 1972, 1973, 1975, 1976, 1980, 1981, 1982, 1983, 1987, 1989, 1990, 1992, 1997, 2003, 2005, 2008.

(Es el club que más títulos posee en esta competición).
- Copa de Bulgaria (21): 1951, 1954, 1955, 1961, 1965, 1969, 1972, 1973, 1974, 1983, 1985, 1987, 1988, 1989, 1993, 1997, 1999, 2006, 2011, 2016, 2021.
- Supercopa de Bulgaria (4): 1989, 2006, 2008, 2011.
- Copa del Ejército Soviético (4): 1985, 1986, 1989, 1990

### Torneos amistosos (2)
- Trofeo Ciudad de Zaragoza (1): 1977.
- Trofeo Naranja (1): 1976.